# Tetrastichus testaceus
Tetrastichus testaceus is een vliesvleugelig insect uit de familie Eulophidae. De wetenschappelijke naam is voor het eerst geldig gepubliceerd in 1940 door Masi.